# Обыкновенные герои
«Обыкновенные герои» (кит. 千言萬語) — гонконгская драма 1999 года, снятая режиссёром Энн Хуэй. Главные роли в фильме исполнили Лолетта Ли, Ли Каншэн, Энтони Вонг и Че Куаньхоу.
Фильм был удостоен множества наград и номинаций. Энн Хуэй получила статуэтку «Золотой лошади» в категории лучший режиссёр. Сам фильм завоевал наивысшие награды на самых престижных азиатских кинопремиях: «Золотая лошадь» и «Гонконгская кинопремия». Также фильм был включён в конкурсную программу Берлинского кинофестиваля. Лолетта Ли завоевала премию «Золотая лошадь» в номинации «За лучшую женскую роль».

## Сюжет
Героями для фильма послужили реальные прототипы - общественные активисты 1970-х и 1980-х годов. Они боролись против британского колониального правительства за права танка. В основном это левые и сочувствующие коммунистам.

## В ролях
- Лолетта Ли — Соу Фунг-тай
- Ли Каншэн — Ли Сиу-тунг
- Энтони Вонг — Питер Кам
- Че Куаньхоу — Яу Мин-фун
- Нина Пау — мать Ли
- Элли Вон — репортёр
- Лоуренс А Мон — офицер полиции
- Мок Чиу-ю — уличный артист
- Энн Хуэй — камео